# Хименес (Тамаулипас)
Хименес (исп. Jiménez) — муниципалитет в Мексике, штат Тамаулипас с административным центром в городе Сантандер-Хименес. Численность населения, по данным переписи 2010 года, составила 8338 человек.

## Общие сведения
Название Jimenez дано в честь героя войны за независимость Хуана Непомусено Хименеса Гарсы.
Площадь муниципалитета равна 1670 км², что составляет 2,08 % от общей площади штата, а наивысшая точка — 362 метра, расположена в поселении Эль-Каррисо.
Хименес граничит с другими муниципалитетами штата Тамаулипас: на севере с Круильясом, на востоке с Абасоло, на юге с Касасом, на юго-западе с Падильей, и на западе с Сан-Карлосом.

## Учреждение и состав
Муниципалитет был образован в 1825 году, в его состав входит 61 населённый пункт, самые крупные из которых:
| Код INEGI | Населённый пункт                                                                                   | Численность населения (2005 год) | Численность населения (2010 год) |
| --------- | -------------------------------------------------------------------------------------------------- | -------------------------------- | -------------------------------- |
| 018       | Всего                                                                                              | 8230                             | 8338                             |
| 0001      | Сантандер-Хименес (исп. Santander Jiménez) 24°12′52″ с. ш. 98°29′00″ з. д.                         | 5384                             | 5504                             |
| 0248      | Альенде (исп. Allende) 24°09′25″ с. ш. 98°24′47″ з. д.                                             | 863                              | 826                              |
| 0051      | Ла-Либертад-Кампесина (исп. La Libertad Campesina) 24°08′57″ с. ш. 98°33′25″ з. д.                 | 284                              | 288                              |
| 0017      | Ла-Фе-дель-Гольфо (исп. La Fe del Golfo) 24°24′29″ с. ш. 98°29′57″ з. д.                           | 185                              | 202                              |
| 0083      | Кампесинос-Инсургентес (исп. Campesinos Insurgentes (El Tío Beto)) 24°07′56″ с. ш. 98°28′19″ з. д. | 207                              | 181                              |
| 0079      | Марьяно-Эскобедо (исп. Mariano Escobedo (La Azufrosa)) 24°08′05″ с. ш. 98°34′35″ з. д.             | 147                              | 174                              |
| 0198      | Хуан-Баэс-Герра (исп. Juan Báez Guerra) 24°08′52″ с. ш. 98°26′26″ з. д.                            | 117                              | 136                              |
| 0014      | Эль-Энсиналь (исп. El Encinal) 24°23′47″ с. ш. 98°23′05″ з. д.                                     | 67                               | 120                              |

## Экономика
По статистическим данным 2000 года, работоспособное население занято по секторам экономики в следующих пропорциях: сельское хозяйство, скотоводство и рыбная ловля — 32,3 %, промышленность и строительство — 16,8 %, сфера обслуживания и туризма — 48,7 %, прочее — 2,2 %.

## Инфраструктура
По статистическим данным 2010 года, инфраструктура развита следующим образом:
- электрификация: 97,2 %;
- водоснабжение: 97,8 %;
- водоотведение: 74,8 %.

## Фотографии

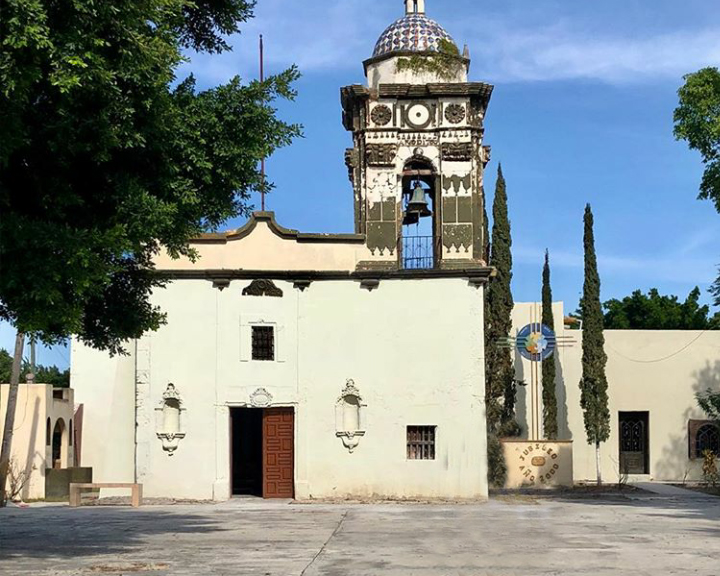
Церковь в Сантандер-Хименесе
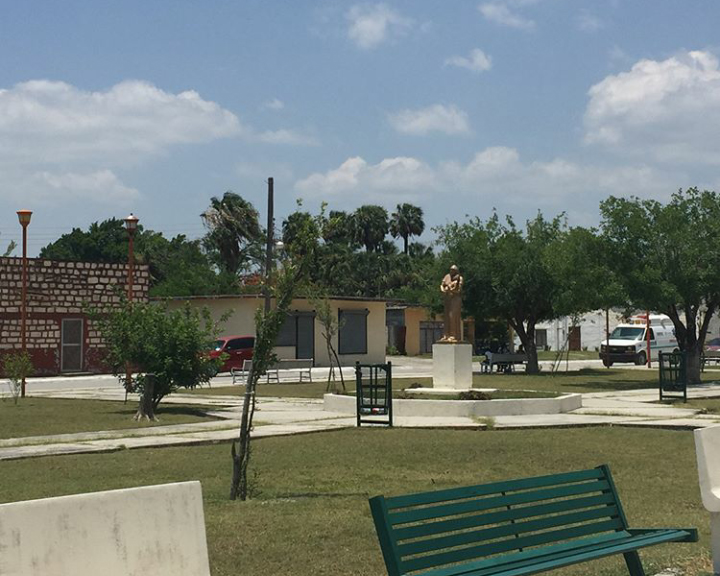
Центральный парк в Сантандер-Хименесе